# Polignac, Haute-Loire
Polignac är en kommun i departementet Haute-Loire i regionen Auvergne-Rhône-Alpes i centrala Frankrike. Kommunen ligger i kantonen Le Puy-en-Velay-Nord som tillhör arrondissementet Le Puy-en-Velay. År 2022 hade Polignac 2 827 invånare.

## Befolkningsutveckling
Antalet invånare i kommunen Polignac
| Referens: INSEE |